# Føreren og forføreren
Føreren og forføreren (tysk: Führer und Verführer) en tysk-slovakisk film, der er en blanding af dokumentar og reenactment med talrige historiske filmsekvenser. Filmen er instrueret af Joachim A. Lang. Den fik premiere 4. juli 2024 på filmfestivalen i München. Biografpremieren i Tyskland var 11. juli 2024. Filmen får dansk biografpremiere 19. september.

## Handling
Plottet rekonstruerer de sidste syv år af den nazistiske stat fra 1938 til 1945. Fokus for plottet er forholdet mellem "Führer", den tyske kansler Adolf Hitler og "Forføreren" (spillet af Fritz Karl), hans fanatiske propagandaminister, Joseph Goebbels (spillet af Robert Stadlober). I årevis måtte han sprede løgnen til den tyske offentlighed og i udlandet om, at Tyskland ønskede at leve i fredelig sameksistens med de andre folkeslag i Europa. Efter annekteringen af Østrig og Tjekkoslovakiet fik Goebbels til opgave at forberede tyskerne på den forestående krig. Da det senere stod klart, at Tyskland ville tabe krigen, var det Goebbels, der svor folket til "total krig" i sin tale i Berlins Sportpalast .
Derudover forfølger Goebbels også det nazistiske regimes andet ideologiske mål. Han er ansvarlig for Krystalnatten og den radikale agitation mod tyskernes jødiske medborgere. Han beordrer blandt andet instruktøren Fritz Hippler til at producere den antisemitiske pseudo-dokumentar Der Ewige Jude; et yderligere skridt mod mordet på Europas jøder.
Selvom han er gift med Magda Goebbels (spillet af Franziska Weisz), opretholder Goebbels stadig et forhold til den tjekkiske skuespillerinde Lída Baarová. Kun på Hitlers ordre afsluttede Goebbels forholdet i 1938.

## Baggrundsinformation
Optagelserne af filmen fandt sted i Slovakiet.
Holocaust-overlevende som Margot Friedländer, Elly Gotz, Ernst Grube, Charlotte Knobloch, Eva Szepesi, Eva Runde og Leon Weintraub kommer til orde i korte interviews.

## Priser
Den tyske film- og mediecensur FBW tildelte filmen vurderingen "særligt værdifuld". Juryen ser det som en film, der "giver klog og velbegrundet information."

## Modtagelse
Peter Gutting gav den otte ud af ti point på film-rezensionen.de. Filmen afslører de mekanismer, hvorved Joseph Goebbels overtalte folk til at støtte Hitlers krigs- og udryddelsespolitik trods indledende modvilje, skrev han.Der Standard kaldte filmen "pædagogisk svag og underligt ureflekteret".
Herhjemme gav Soundvenue filmen fire stjerner, Ekko gav tre stjerner, mens Berlingske gav fem stjerner.